# Ghenadie Șatov
Ghenadie Șatov (n. 25 iunie 1965, Irkutsk, Rusia) este filosof, fotograf, scriitor, călător, biker și primul moldovean care a făcut înconjurul lumii pe motocicletă.

## Biografie
Ghenadie Șatov s-a născut pe 25 iunie 1965, Irkutsk, Rusia, în familia lui Serghei Șatov și Ala Șatova. Tata Serghei Șatov a lucrat pe submarină. A visat să călătorească în jurul lumii. În 1999 a decedat.
Din copilărie Ghenadie era pasionat de acțiuni extrimale. Participa în turism, se plimba cu bicicleta. La vârsta de 13 ani a solicitat să fie înscris în secția de luptă liberă. Paralel practica tenisul de masă. 
După finisarea școlii a continuat studiile în domeniul construcției. Nu a reușit să activeze pe specialitate, au urmat doi ani de armată. În 1986 s-a întors din armată. S-a angajat în calitate de fotograf, însă nu a lucrat mult timp. S-a ocupat de business.
În 1999 Ghenadie Șatov a procurat prima motocicletă. A aderat, dar nu pe mult timp, la clubul internațional de bikeri Brothers cu sediul în Chișinău, care are filiale în străinătate: Rusia, Belarus, Israel, SUA, Canada și Ucraina.

## Călătoria în jurul lumii
Această călătorie a fost visul tatălui său, care însă nu a reușit să-l realizeze. Fiul a decis să accepte provocarea, tatălui său fiindu-i dedicată această experiență curajoasă. „Tatăl meu a fost militar de submarin. O dată a primit un ordin privind o călătorie în jurul lumii cu submarinul. A reușit să treacă peste Atlantic. Atunci când situația politică s-a schimbat iar nava sa a trebuit să se întoarcă, visul a rămas nefinalizat. La acea vreme, din păcate, nu a fost posibilă realizarea acestuia. Această istorie a rămas în memoria mea pentru o perioadă foarte îndelungată. Tatăl a plecat, dar visul a rămas și atunci a devenit și visul meu.”
Ghenadie, numit în lumea biker-ilor FILOSOF și-a început călătoria în jurul lumii din Chișinău, pe 25 iunie 2009, în ziua când a împlinit 44 de ani. A pornit spre est: Ucraina, Federația Rusă, Kazahstan, Mongolia. A urmat Australia, pe care a parcurs-o pe tot perimetru. Pentru a-și continua călătoria pe continentul african, a fost nevoit să se întoarcă la Chișinău, pentru a-și perfecta setul de vize necesare pentru țările continentului „negru”. Itinerarul lui a continuat astfel: România, Bulgaria, Turcia, Siria, Iordania, Egipt, Sudan, Etiopia, Kenya, Tanzania, Mozambic, Zambia, Zimbabwe, Botswana, Namibia, Republica Africa de Sud; America Latină: Argentina , Chili, Peru, Bolivia, Ecuador, Columbia, apoi toată coasta de vest a Americii de Nord – Costa Rica, Nicaragua până la Alaska, de unde a plecat spre Canada și Statele Unite; țările europene – Olanda, Germania, Danemarca, Suedia, Norvegia, Finlanda, Rusia, Ucraina și Moldova. La Chișinău a ajuns pe 18 octombrie 2010. „Cel care se încumetă la asemenea călătorii nu se mai întoarce. Atât de mult este schimbat că devine cu totul alt om”, a menționat Ghenadie Șatov.
Atunci când și-a planificat ruta a ținut cont de următorii factori: lungimea maximă a traseului acceptabil pentru cei care dețin cetățenia moldovenească, buget modest și lipsa de război în regiunea pe care urma să o traverseze.
Africa – continentul în care au fost parcurși cei mai temuți 560 de kilometri. Cel mai dificil și periculos moment din întreaga călătorie s-a întâmplat în Kenya, unde parcurgând distanța dintre două orașe era aproape de a-și pierde viața. După un drum foarte dificil pe teritoriul Etiopiei, Șatov a ajuns la granița cu Kenya, de unde trebuia să-și continue drumul spre orașul Marsabit. Locuitorii l-au avertizat însă cu privire la pericolele care-l pasc și l-au sfătuit să nu înnopteze în deșert, unde poate fi jefuit de hoți sau atacat de hiene. A fi trebuit să ajungă în Marsabit în cinci ore dar s-a dovedit că aceasta e posibil doar conducând o mașină de teren. „Drumul de acolo este din pietriș, iar căzăturile cu motocicleta deja nici nu le mai calculam. Dar trebuia să parcurg 560 km până la căderea nopții, pentru a nu deveni o pradă hienelor. O dată cu o căzătură zdravănă am lovit rezervorul pe care din fericire am reușit să-l repar. În deșert am întâlnit un beduin cu un vițel înfometat care își trăia ultimele clipe. Beduinul în loc să mă ajute să mă scol, îmi cerea bani, însă văzând că nu se bucură de un anumit succes a început să arunce cu pietre în mine.” A scăpat doar datorită lăsării întunericului și a unui pod de beton unde s-a ascuns pentru a se odihni. Urmăritorii săi, porniți cu o mașină de teren după el, au ajuns cu aproximativ 2 km de locul unde se afla acesta, dar gândindu-se că străinul nu le mai este la îndemână, s-au întors și au plecat. Întunericul l-a salvat.
Cea mai sigură țară din lume în viziunea motociclistului moldovean este Sudanul – „poți dormi toată noaptea sub cerul liber și nimeni nu se va atinge cu un deget de tine.” În Zimbabwe, Australia și Columbia a fost atacat. 

### Date din călătorie
- Kilometraj total parcurs: 100.305 km
- Zile – 481
- Distanța maximă parcursă într-o zi – 2.000 km
- Distanța maximă parcursă fără somn – 2.651 km (33 ore)
- Anvelope – 5 seturi
- Numărul de țări – 37
- Vize – 15
- Bani investiți în călătorie – 81.067 de dolari
- Imagini realizate – 35.600
- Arestări – 3
- Jefuit – 2 ori
- Cei mai ospitalieri – rușii
- Cel mai bun oraș – Cape Town (Africa de Sud)
- Cea mai sigură țară – Sudan (partea de nord)
- Cea mai grea parte a călătoriei – deșertul din Kenya
- Cel mai scump continent – America de Nord
- Cea mai delicioasă bucătărie – America de Sud
- Cea mai scumpă vămuire a motocicletei – Argentina, 1.642 dolari.[9]

## Publicații
- Culegere de povestiri Мокрые глаза осени

- Gânduri filosofice Жизнь вне зла

- Философская кругосветка. Дневник путешествия по жизни scrisă în urma călătoriei  în care a redat toate situațiile prin care a fost nevoit să treacă, unele din ele deloc fericite.[10]

## Viață personală
Ghenadie Șatov a fost căsătorit de 3 ori și are 2 copii: Natalia și Serghei.